# Julius von Payer

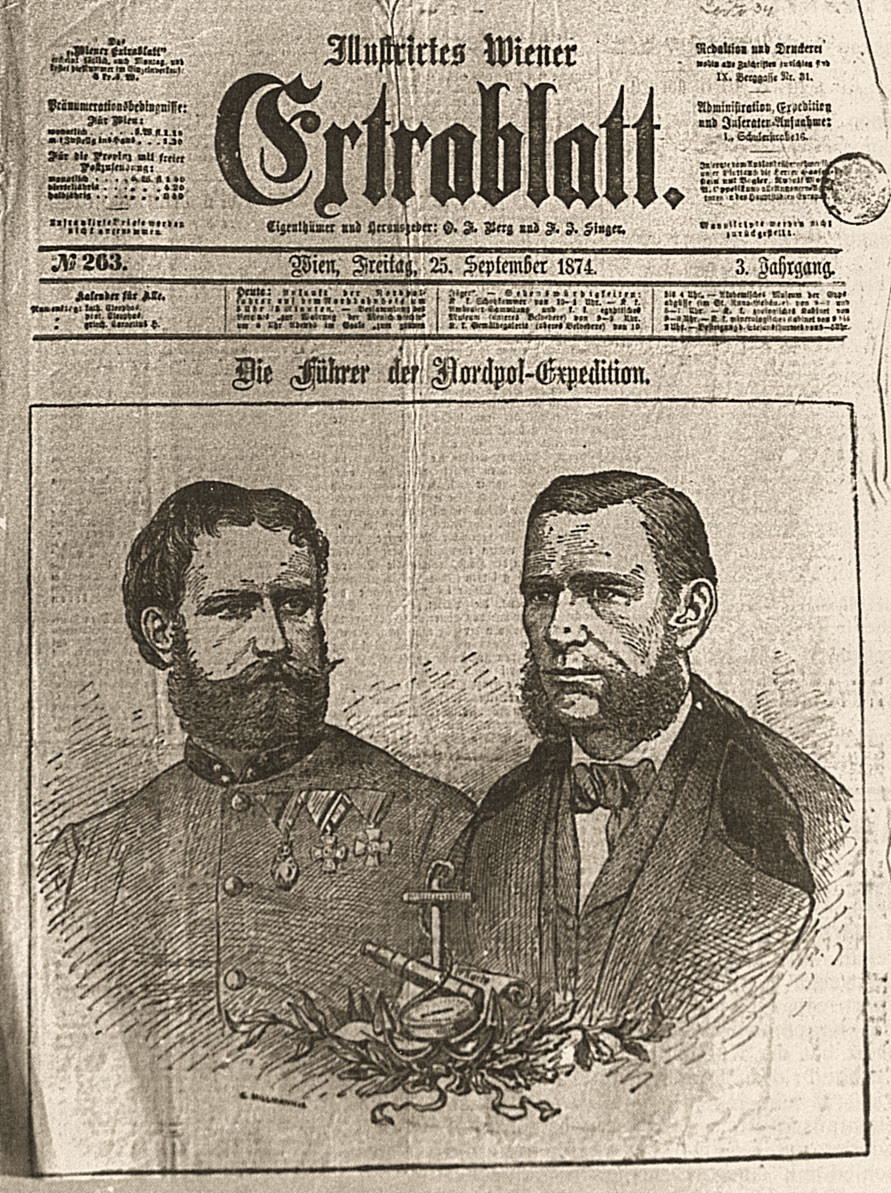
Página del "Illustriertes Wiener Extrablatt", 25 de septiembre de 1874, Julius Peyer (izqda) y Karl Weyprecht (dcha).

Julius Johannes Ludovicus von Payer (Schönau, Bohemia, 2 de septiembre de 1841- Veldes, actual Eslovenia, 19 de agosto de 1915) fue un militar, explorador y artista austro-húngaro.

## Biografía
Julius Payer nació en Schönau, Bohemia (en la actual república Checa), territorio que entonces formaba parte del Imperio Austro-Húngaro. Su padre, Franz Anton Rudolf Payer, oficial retirado, murió cuando Julius tenía sólo catorce años. Al igual que su padre, Julius decidió seguir la carrera militar.

### Militar
Payer asistió a la escuela de cadetes de Lobzowa, cerca de Cracovia (Polonia) y en 1857 se incorporó a la Academia Militar Teresiana de Wiener Neustadt, donde permaneció hasta 1859.
Ese año fue destinado como subteniente al 36.º Regimiento de Infantería en Verona, al norte de Italia. Allí participó en 1859 en la batalla de Solferino. Después, entre 1860 y 1863 formó parte de la guarnición de Verona.
En 1863 fue designado profesor de historia en la escuela de cadetes de Eisenstadt, Austria, donde permaneció hasta que fue ascendido a teniente de primera clase y destinado de nuevo al sur, a la guarnición del Véneto.
El 24 de junio de 1868, Payer participó en la batalla de Custoza, tomando dos baterías enemigas y siendo condecorado por ello.
En 1874, Payer se retiró del ejército debido a ciertas maniobras políticas contra él y sus compañeros oficiales, concernientes a sus descubrimientos y a sus viajes en trineo durante la Expedición austro-húngara al Polo Norte.

### Explorador
En 1852, Payer comenzó a hacer viajes a los Alpes italianos en su tiempo libre. Entre 1864 y 1868 exploró el macizo de Ortler y la cadena montañosa de Adamello-Presanella, donde fue la primera persona en escalar el monte Adamello (3.554 m). Su incursión tuvo como resultado un detallado mapa topográfico de la zona a escala 1:56.000, por lo que, dadas sus recién descubiertas habilidades, fue trasladado al Instituto de Cartografía Militar Austriaco, en Viena.
La carrera de Payer como explorador polar empezó en 1868, cuando fue invitado por el geógrafo alemán August Petermann a participar en la segunda expedición polar alemana (1869-1870) a bordo del Germania, que capitaneaba Carl Koldewey. Al año siguiente, a su regreso, en 1871, participó en la expedición preliminar austro-húngara a Nueva Zembla, con Karl Weyprecht.
En 1872, Julius Payer y Karl Weyprecht lideraron la Expedición austro-húngara al Polo Norte. Payer declaró posteriormente que el objetivo de la expedición era descubrir el paso del noreste. En cualquier caso, bien fuera el paso el objetivo, bien lo fuera la conquista del Polo Norte, la expedición exploró el área noroccidental del Nueva Zembla.
El Tegetthoff, el barco de la expedición, quedó atrapado en el hielo a finales de agosto de 1872, derivando con la banquisa lentamente. Fue durante esta deriva que, en 1873, Payer y Weyprecht avistaron un archipiélago desconocido que bautizaron como Tierra de Francisco José, en honor del emperador del Imperio Austro-Húngaro.
Hoy se cree que la Tierra de Francisco José fue descubierta siete años antes por dos barcos foqueros noruegos, que la hicieron constar como Nordøst-Spitsbergen, aunque dicho descubrimiento no trascendió. En cualquier caso, la expedición austro-húngara fue la primera, que se sepa, en poner los pies en la nueva tierra.
En mayo de 1874, Weyprecht decidió abandonar el Tegetthoff, que seguía atrapado en el hielo, y dirigirse al sur con los trineos y los botes del barco. Caminaron sobre la banquisa hasta que el 14 de agosto alcanzaron aguas abiertas en las que echaron los botes. Finalmente, el 3 de septiembre desembarcaron en territorio ruso.
La expedición austro-húngara al Polo Norte fue de gran importancia tanto por sus descubrimientos geográficos como por sus observaciones científicas. Sin embargo, al tratarse de una expedición de carácter privado y no nacional, la Tierra de Francisco José nunca llegó a pertenecer al Imperio Austro-Húngaro.
Julius Payer fue homenajeado con la acuñación de una moneda de 44 gulden, conmemorativa del descubrimiento de la Tierra de Francisco José, y recompensado además con un título heredable de caballero. Sin embargo, las maniobras políticas de que fueron objeto Payer  y algunos de sus compañeros hizo que abandonase el ejército en 1874 y se retirase de la exploración polar.

### Artista
En 1877, Payer contrajo matrimonio con la ex–mujer de un banquero de Frankfurt am Main, con la que tendría dos hijos: Jules y Alice. Ese mismo año comenzó sus estudios de pintura en el Städelsches Institut de Frankfurt / Main. En 1880 se trasladó a Munich, donde continuó dichos estudios en la Akademie der bildenden Künste. Tras finalizar sus estudios de pintura, Payer se trasladó a París, donde entre 1884 y 1890 trabajó como pintor. El motivo de sus cuadros era siempre el lejano norte y las regiones polares.
Dejó Paris tras divorciarse de su esposa y se trasladó de nuevo a Viena, donde fundó una escuela de pintura para señoritas. En 1895 planeó un viaje para pintar el fiordo del Kaiser Francisco José, al noreste de Groenlandia y en 1912 planeó otro para llegar al Polo Norte en submarino. Murió en 1915.

## Conmemoración
La expedición austro-húngara al Polo Norte, que dirigieron Payer y Weyprecht, fue seleccionada como motivo de la moneda conmemorativa austriaca del Barco Almirante Tegetthoff y la Expedición Polar, acuñada el 8 de junio de 2005. En dicha moneda se puede ver a Payer y a Weyprecht con el Tegetthoff al fondo, atrapado en el hielo.
Además, una de las islas de la Tierra de Zichi, en el archipiélago de la Tierra de Francisco José, lleva el nombre de isla Payer.